# Vratislav Karel Novák
Vratislav Karel Novák (13. prosince 1942 Praha – 12. února 2014 Jablonec nad Nisou) byl český sochař, šperkař a vysokoškolský pedagog.

## Život
Narodil se v pražské rodině právníka. V letech 1957–1961 vystudoval střední průmyslovou školu bižuterní v Jablonci nad Nisou, obor rytí kovů. Ve studiu pokračoval v letech 1961–1967 na Vysoké škole uměleckoprůmyslové v Praze v ateliéru pro umělecké zpracování kovů u profesora Jana Nušla. Zalíbilo se mu Jablonecku, kde začal svou kariéru sochaře a šperkaře. Mnohá léta bydlel na bývalé faře kostela sv. Ducha v Rýnovicích, bývalou márnici si adaptoval na ateliér. V letech 1990–2007 učil jako profesor VŠUP v Praze, kde vedl ateliér nově nazvaný Kov a šperk. V období 2008 - 2014 vedl ateliér design kovu a šperku na UUD ZČU v Plzni nynější Fakultě designu a umění Ladislava Sutnara. Jako šperkař a sochař se věnoval tvorbě šperků a objektů na nahém těle (Body art), světelných nebo pohyblivých objektů tzv. kinetismu, jimiž si vydobyl světové uznání.
Byl třikrát ženat, z prvního manželství se šperkařkou Karlou Šourkovou měl syna Ondřeje, který se věnuje překladatelství. Z druhého manželství s historičkou průmyslového designu Janou Pauly měl dceru Kateřinu, která je historička umění a věnuje se uměleckému řemeslu jako kurátorka Severočeského muzea v Liberci. Potřetí se oženil s jabloneckou šperkařkou Ludmilou Šikolovou a měl s ní Filipa a Lenku.

## Dílo

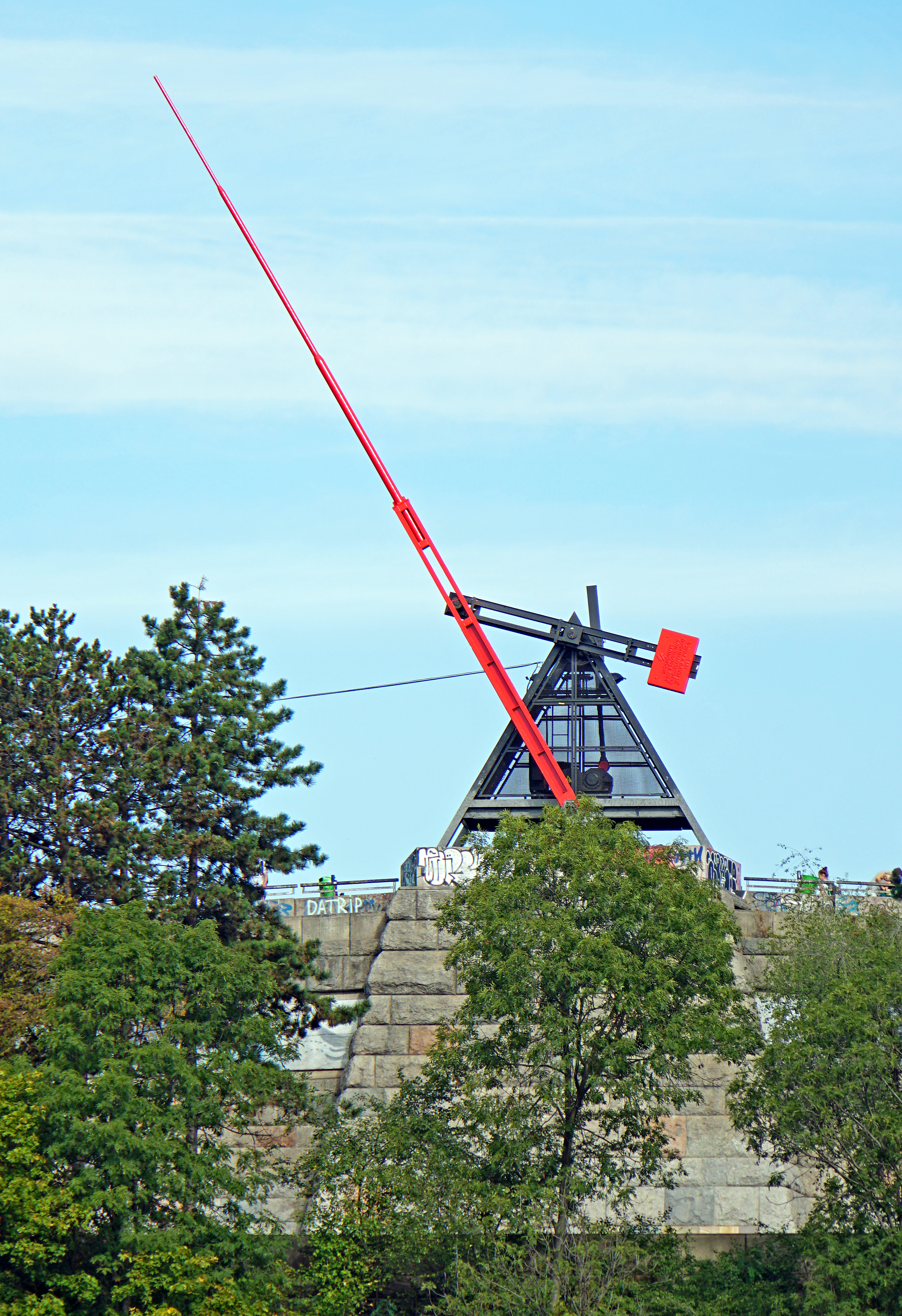
Metronom

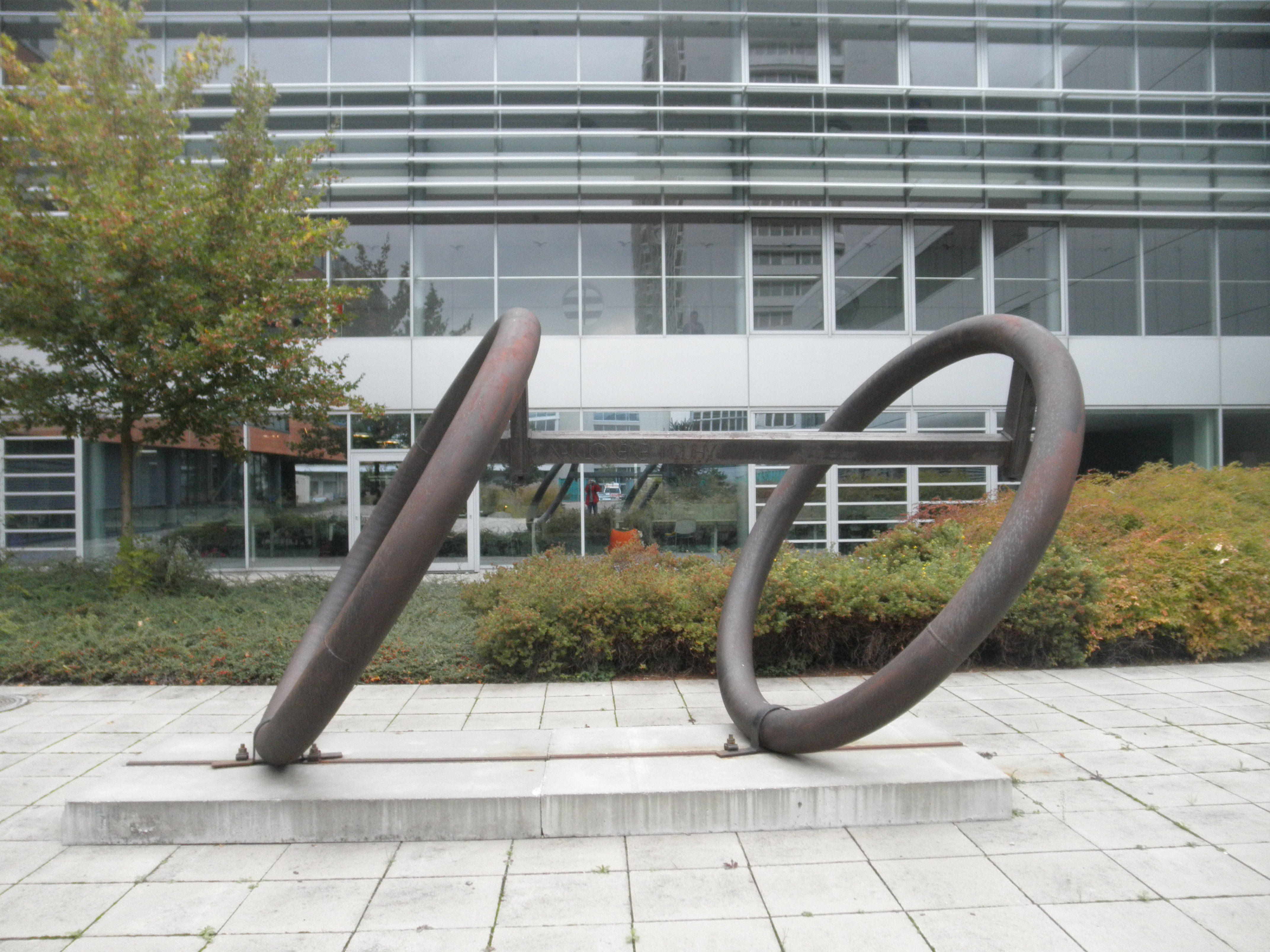
2009: Nakloněné kruhy

Svými díly je zastoupen ve dvou desítkách muzeí a galerií v Česku, Německu a Rakousku. Z jeho početného díla jsou nejznámější:
Kinetické objekty na veřejných prostranstvíchː
- Meteorologická družice (1978) - první kinetická instalace byla kvůli špatnému technickému stavu znovuobjevena v České Lípě. Objekt pochází z roku 1978, nachází se na sídlišti Pod Holým vrchem a nese název Meteorologická družice (případně Meteorologická stanice, či Nebeská sféra[1]). Jakožto anonymní dílo působící obyvatelům sídliště svým hlukem potíže mělo být odstraněno, díky iniciativě Vetřelci a volavky (zaměřuje se na „normalizační“ umění ve veřejném prostoru) se podařilo určit autora a dílo zachránit.[2]

- Pošuk vlajkohonosný (1988) - železná konstrukce starého secího stroje se závažím a vlajkovým stožárem se zavěšeným dámským kombiné; před kostelem sv. Anny v Jablonci nad Nisou

- Pražský metronom (1991) - ocelová konstrukce na elektrický pohon; na místě Stalinova pomníku v Praze na Letné[3]

Kinetické šperky-objekty:
stříbrné nebo ocelové zpravidla drátěné konstrukce, mj. s ptačími peříčky, zastoupeny ve sbírkách českých: Uměleckoprůmyslového muzea v Praze, Muzea skla a bižuterie v Jablonci nad Nisou, Moravské galerie v Brně, Muzea českého ráje v Turnově